# Maaike Hartjes

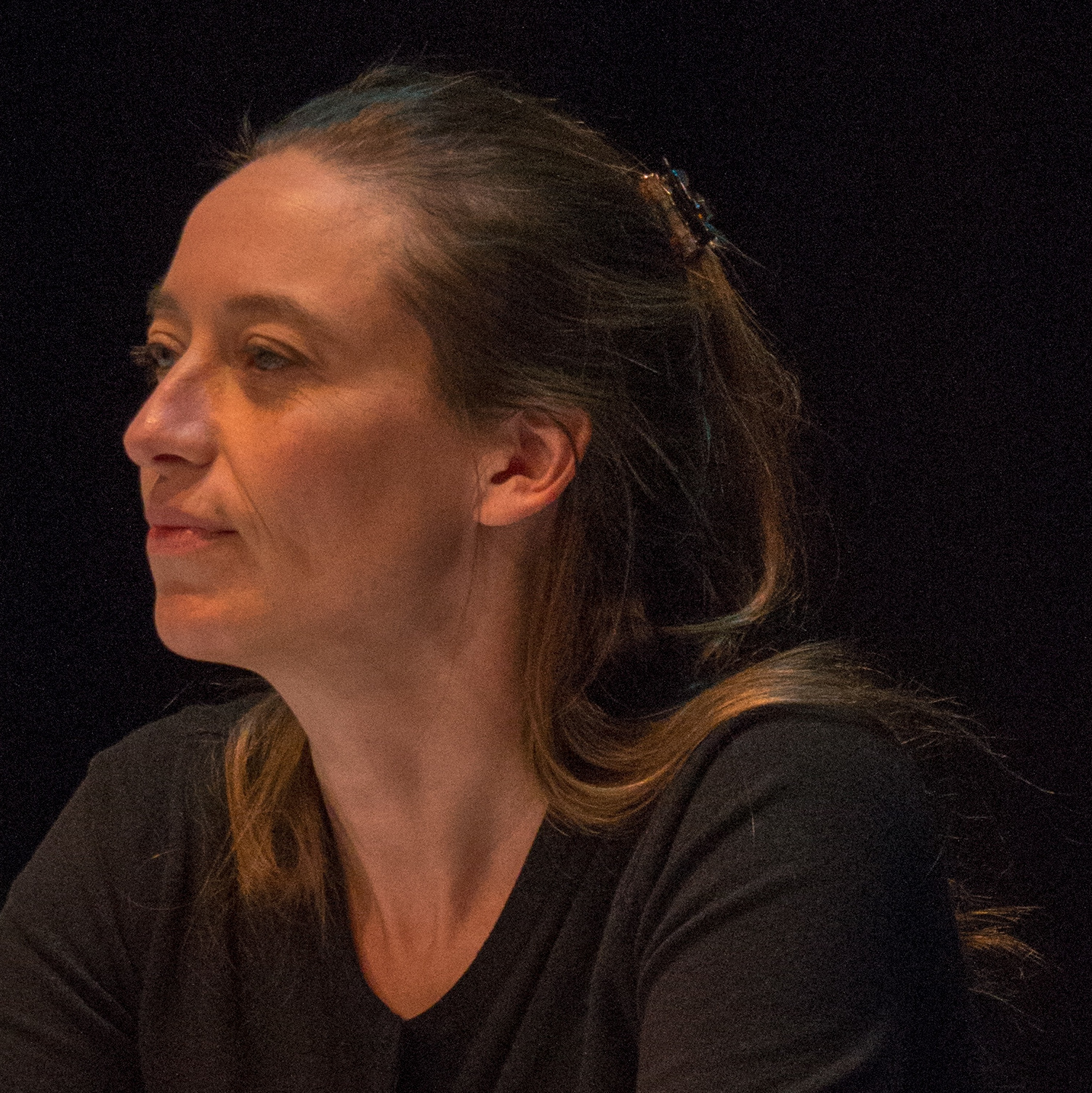
Maaike Hartjes

Maaike Hartjes é uma cartunista e artista de banda desenhada holandesa. Ela foi a vencedora do Stripschapprijs de 2016.
1. ↑  «De Stripschapprijs». Het Stripschap. Consultado em 9 de dezembro de 2019